# Cephise
Cephise este un gen de fluturi din familia Hesperiidae. 

## Specii
- Cephise aelius (Plötz, 1880) Mexic, Guatemala, Honduras
- Cephise  burnsi  Austin & Mielke, 2000 Brazilia (Espírito Santo).
- Cephise cephise  (Herrich-Schäffer, 1869) Brazilia, Peru
- Cephise glarus (Mabille, 1888) Brazilia (Pará)
- Cephise guatemalaensis  (Freeman, 1977) Guatemala, sudul Mexic
- Cephise impunctus  Austin & Mielke, 2000 Brazilia (Rondônia)
- Cephise maculatus Austin & Mielke, 2000 Brazilia (Rondônia)
- Cephise malesedis  Austin & Mielke, 2000 Brazilia (Rondônia)
- Cephise mexicanus Austin & Mielke, 2000 Mexic
- Cephise nuspesez Burns, 1996 Mexic, Costa Rica
- Cephise procerus  (Plötz, 1880) Brazilia (Pará), Mexic până în Venezuela